# 김종대 (축구 선수)
김종대(한국 한자: 金鍾大, 1978년 4월 5일 ~ )는 대한민국의 전 축구 선수이며, 포지션은 미드필더였다.